# 明石香織
明石香織（日语：／ Akashi Kaori，1982年2月12日—），日本女性配音員。大澤事務所所屬。出身於青森縣。文學座附屬演劇研究所本科畢業。

## 演出作品
※粗體字表示說明飾演的主要角色。

### 電視動畫
2006年
- 地上最強新娘（惡童、純子）

2007年
- 月面兔兵器米娜（千金、大嬸）
- 現視研2（女子A）
- 神曲奏界（看護師B）
- 七色★星露（女孩子）

2008年
- 銀魂（凱）
- 乃木坂春香的秘密（城內廣播、A）
- 蒼色騎士（タデウシュ、機師1）

2009年
- 女王之刃 流浪戰士（女士兵）
- 東之伊甸（女大學生A）

2010年
- 最後大魔王（阿九斗〈小時候〉、女魔法使、D13、記者）

2014年
- Wake Up, Girls！（六代陽子／男鹿生鬼成員）

2017年
- Wake Up, Girls！新章（六代陽子／男鹿生鬼成員）

### OVA
2007年
- 報應上身（日语：エコエコアザラク）（仲居、女學生）

2008年
- COBRA THE ANIMATION THE PSYCHOGUN（新聞主播）

2009年
- XXXHOLiC 春夢記（旅館女性E）

2010年
- 女王之刃 美麗的鬥士們（士兵）

### 電影動畫
2007年
- 空之境界（黑桐幹也的母親）

### 遊戲
2008年
- 神使之杖 新血（辻香奈枝）

### 廣播劇CD
- DO-JIN！ ～王子大手!?～（女A）
- 真夜中降光（圭子）

### 外語配音
※作品依英文名稱及英文原名排序。

#### 演員
- 瑪姬·格蕾斯
  - 即刻救援系列（琴·米爾斯）
    - 即刻救援[3]
    - 即刻救援2
    - 即刻救援3

#### 電影
- 鋼鐵人 ※劇院公映版。

#### 電視影集
- 鐵證懸案
  - 第4季－第11、21集。
  - 第5季－第10集。
- 美女上錯身 (第2季)
- 奪命島（英语：Harper's Island）（Beth Barrington）
- 史前逃龍 (第2季)－第2集。
- 越獄風雲
- 碧血劍（安小慧〈馬蘇 飾演〉）

#### 動畫
- 小飛俠 (1953年電影動畫) ※Pony Canyon版。

### 電視劇
- 東野圭吾3週連續特輯 布魯特斯的心臟

### 旁白
- Foot！（日语：Foot!）（2012年－2013年、隔週五擔任。「明石」名義）

## 歌曲

### 角色歌曲
| 發行日期      | 標題             | 名義 | 曲名                    | 備註                                                    |
| ------------- | ---------------- | ---- | ----------------------- | ------------------------------------------------------- |
| 2016年3月25日 | Wake Up, Best！2 | 生鬼 | 「無限大ILLUSION」      | 電影動畫《Wake Up, Girls！Beyond the Bottom》劇中插入歌 |
| 2018年3月28日 | Wake Up, Best！3 | 生鬼 | 「無限大ILLUSION 2017」 | 電視動畫《Wake Up, Girls！新章》劇中插入歌              |

## 腳註

### 來源
1. ↑  《日本聲音製作者名鑑2007》，第140頁，小學館，2007年 ISBN 978-4095263021
2. 1 2 3  . 大澤事務所.   [2018-07-01]. （原始内容存档于2018-07-02） （日语）.
3. ↑  . 金曜ROAD SHOW！.   [2016-08-04]. （原始内容存档于2016-04-08） （日语）.

## 外部連結
- 大澤事務所公式官網聲優簡介 （页面存档备份，存于） （日語）
- （日語）－明石香織的官方個人部落格。